# Бовалино
Бовалино (итал. Bovalino) — коммуна в Италии, расположена в области Калабрия, подчиняется административному центру метропольный город Реджо-ди-Калабрия.
Население составляет 8406 человек (на 2004 г.), плотность населения составляет 491 чел./км². Коммуна занимает площадь 17 км². 
Почтовый индекс — 89034. Телефонный код — 0964.
Покровителем населённого пункта считается святой Франциск из Паолы. Праздник ежегодно празднуется 2 апреля.

## Известные уроженцы
- Камилло Костанцо (1572—1622) — католический блаженный, миссионер, иезуит.